# Baj-Tajga
Baj-Tajga (rusky Бай-Тайга) je izolovaný horský masív na pravém břehu řeky Alaš v západní části Tuvinské republiky, v asijské části Ruska. Tyčí se do výšky 3129 m n. m. Pohoří je tvořeno převážně žulou.
Svahy jsou pokryty modřínovými lesy. Ve vyšších nadmořských výškách jsou skalní sutě a vysokohorská tundra. Někdy se Baj-Tajga přiřazuje k horské soustavě Západní Sajan.